# Lori de Josephine
El lori de Josephine (Charmosyna josefinae) és una espècie d'ocell de la família dels psitàcids que habita boscos del centre i oest de Nova Guinea.